# Scopula sublinearia
Scopula sublinearia är en fjärilsart som beskrevs av Walker 1866. Scopula sublinearia ingår i släktet Scopula och familjen mätare. Inga underarter finns listade.